# Aeraport Brest
Aeraport Brest (ryska: Аэропорт Брест, belarusiska: Аэрапорт Брэст) är en flygplats i Belarus.   Den ligger i voblasten Brests voblast, i den västra delen av landet, 300 kilometer sydväst om huvudstaden Minsk. Aeraport Brest ligger 143 meter över havet.
Terrängen runt Aeraport Brest är mycket platt. Runt Aeraport Brest är det ganska tätbefolkat, med 199 invånare per kvadratkilometer.. Närmaste större samhälle är Berastse, 14,3 kilometer väster om Aeraport Brest.
Omgivningarna runt Aeraport Brest är en mosaik av jordbruksmark och naturlig växtlighet.